# Pothyne laosica
Pothyne laosica är en skalbaggsart som beskrevs av Stefan von Breuning 1968. Pothyne laosica ingår i släktet Pothyne och familjen långhorningar.
Artens utbredningsområde är Laos. Inga underarter finns listade i Catalogue of Life.